# Mariusz Roszkowski
Mariusz Roszkowski (ur. 16 listopada 1975) – polski lekkoatleta specjalizujący się w rzucie oszczepem.
Srebrny medalista mistrzostw Polski w 1999 roku. Reprezentował kluby AZS-AWF Biała Podlaska, Podlasie Białystok.
Rekord życiowy: 77,92 m (28 września 2002, Białystok)